# Дубровинский сельсовет (Мошковский район)
Дубровинский сельсовет — сельское поселение в Мошковском районе Новосибирской области Российской Федерации. Население составляет 2822 человека (2024).
Административный центр — село Дубровино.

## История
Статус и границы сельского поселения установлены Законом Новосибирской области от 2 июня 2004 года № 200-ОЗ «О статусе и границах муниципальных образований Новосибирской области»

## Население
| 2002  | 2010  | 2012  | 2013  | 2014  | 2015  | 2016  |
| ----- | ----- | ----- | ----- | ----- | ----- | ----- |
| 3583  | ↘3305 | ↗3317 | ↗3363 | ↘3350 | ↘3217 | ↗3230 |
| 2017  | 2018  | 2019  | 2020  | 2021  |       |       |
| ↘3179 | ↘3146 | ↘3062 | ↘3006 | ↘2916 |       |       |

## Состав сельского поселения
| № | Населённый пункт | Тип населённого пункта       | Население |
| - | ---------------- | ---------------------------- | --------- |
| 1 | Белоярка         | село                         | ↘975      |
| 2 | Дубровино        | село, административный центр | ↘1062     |
| 3 | Кузнецовка       | деревня                      | ↘182      |
| 4 | Обской           | посёлок                      | ↘543      |
| 5 | Старый Порос     | село                         | ↘122      |
| 6 | Успенка          | село                         | ↘421      |